# Eguchipsammia cornucopia
Espèce
Statut CITES
Eguchipsammia cornucopia est une espèce de coraux appartenant à la famille des Dendrophylliidae.